# Kazsok
Kazsok es un pueblo ubicado en el distrito de Kaposvár, en el condado de Somogy, Hungría.

## Superficie
Posee una superficie de 10,71 kilómetros cuadrados.

## Demografía
Hasta 2019 la población era de 322 habitantes, con una densidad de población de 30,07 habitantes por kilómetro cuadrado.